# Miguel Veyrat
Miguel Veyrat (Valencia, 28 de julio de 1938) es un escritor y periodista español.

## Biografía
Se licenció en Ciencias Políticas y Económicas y Periodismo en las universidades de Barcelona y Navarra, ampliando estudios de filología y psicología en las de Cambridge, Sorbona y  Universidad de París 8 Vincennes. Alcanzó gran renombre en España entre 1960 y 2000, considerado como un joven maestro del "Nuevo Periodismo" en todos los géneros, especialmente los de reportaje, crónica, columna y entrevista de fondo. Desempeñó misiones como enviado especial a diferentes partes del mundo, destacando como corresponsal diplomático permanente para diversos medios —entre ellos "Nuevo Diario" y Televisión Española, en París, Ginebra, Rabat, Argel, Roma, Londres y Dublín. Fue redactor y director de varios diarios y revistas nacionales, perteneciendo también al claustro fundacional de la primera Facultad de Ciencias de la Información creada en España por la Universidad Complutense.
Durante la dictadura de Francisco Franco formó parte de la dirección de la Junta Democrática en París y de la edición parisina del periódico Mundo Obrero del que fue último director en la clandestinidad, colaborando activamente con el poeta Marcos Ana en las tareas del C.I.S.E. (centro de información y solidaridad con España). Militante en el aparato clandestino del PCE desde su primera juventud universitaria, tomó la decisión de abandonar las filas del Partido Comunista de España en el IX Congreso celebrado en 1978 dimitiendo de su cargo en el Secretariado de la Comisión de Cultura del Comité Central, estimando que terminada la lucha contra la dictadura, y cumplidos los objetivos de la 'Política de reconciliación nacional' aprobada en el V Congreso, no tenía sentido para un periodista y escritor "antifranquista" la obediencia a disciplina de ningún partido, siendo desde entonces su único objetivo las ansiadas libertades de conciencia y pensamiento.  
Tras dirigir durante algunos años la corresponsalía y Centro de Producción de Programas de Londres, ideó y puso en marcha para TVE el programa Documentos TV, amen de organizar la redacción en Madrid de la cadena europea Euronews, pasando por último a coordinar las redacciones en lenguas extranjeras de Radio Exterior de España, al tiempo que ejercía la subdirección de RNE hasta su jubilación. A pesar de la intensidad de su vida como ciudadano y periodista, nunca abandonó la actividad literaria iniciada en su adolescencia.
Dedicado por completo a la literatura a partir del año 2000, su poesía ha sido definida recientemente como "La luz hecha canto" por el profesor de la Universidad de Salamanca y crítico del diario ABC de Madrid Luis García Jambrina. Sin embargo, como ha estimado Ángel Luis Prieto de Paula, catedrático de Literatura de la Universidad de Alicante y crítico de Babelia en el prólogo a la edición de La puerta Mágica: 

Miguel Veyrat ha escrito que, si se acepta una cierta actividad mística (en su poética), lo sería "desde un vuelo ignorante de toda promesa de felicidad que no tenga lugar sobre los altares de la tierra y del mar, en sus acantilados, sus volcanes, sus cielos, ríos y glaciares"; y concluye poco después Miguel Veyrat: "Mística de la incertidumbre, condenada a no hallar alivio al filo de llama alguna". Así, que no conviene engañarse en este punto. En ese proceso no hay esperanza de eudemonismo o de salvación trascendente. Llegados aquí, la Esfinge ha vuelto a conceder su nada. El hombre que habita en el poeta ha succionado los jugos de la vida y celebrado eucarísticamente la comunión con el Otro, en el que se funden cuantos seres conforman el género humano.
Ángel Luis Prieto de Paula

El catedrático, poeta y crítico Santos Domínguez comenta que el propio Ángel Luis Prieto de Paula, en su prólogo Los ojos de la esfinge destaca como núcleos creativos de la poesía de Veyrat «el estupor y el misterio, la fraternidad humana, el espanto y el éxtasis, que sobrevuelan por sobre la superficie de lo explicable a la luz pobre de la lógica discursiva.»
Asimismo, en opinión de la hispanista francesa Françoise Morcillo, catedrática de la Universidad de Orleans, estudiosa de la obra de Miguel Veyrat y autora de su semblanza crítica en la Biblioteca Virtual Miguel de Cervantes:

La palabra poética de Miguel Veyrat persigue el pluralismo esencial de la voz humana, liberándose en cada caso del sentido único que sucesivas glaciaciones religiosas y políticas de la historia del pensamiento han encadenado a los significantes propios del arte y las literaturas. Se ocupa así, a través del diálogo entre culturas e inmerso en una intensa vitalidad lírica, del abismo, de la ausencia de amor, libertad o igualdad, y del absurdo de una vida entregada a la muerte que puede alcanzar su redención en la poesía.»
Françoise Morcillo

En el prólogo de Instrucciones para amanecer, Françoise Morcillo dice: «La Tradición conduce al poeta a tomar conciencia de su condición de intérprete, en una búsqueda de identidad individual y colectiva que encuentra respuestas a la pregunta de Harold Bloom sobre la ubicuidad del conocimiento, en una tonalidad que transmite el obscuro deseo de renacer a la unidad precisamente en la pluralidad, escuchando y transmitiendo el renovado murmullo creador del mundo.» Con el título de "Passages de l'Aube", la misma  profesora Françoise Morcillo consagró en 2019 un ensayo a su obra, publicado por la editorial "L'Harmattan" de París en la más prestigiosa colección universitaria de Francia, "Classiques pour demain", dirigida por el comparatista y catedrático emérito de Sorbonne III, Daniel-Henri Pageaux.
Ha publicado numerosos libros de poesía, narrativa, periodismo y ensayo, siendo asimismo muy variada su actividad como conferenciante y profesor fundador de la primera Facultad de Ciencias de la Información del Estado español en la Universidad Complutense. Destaca entre todas su obra poética a la que ha podido dedicarse exclusivamente tras la jubilación forzosa como periodista y que se caracteriza por una drástica independencia de cualquiera de las corrientes o "familias" que coexisten en el panorama literario español; ha sido traducida a varios idiomas y forma parte en la actualidad del currículo de los estudios de filología española en distintas universidades europeas. A pesar de su ausencia voluntaria en todo tipo de concursos, cucañas y premios literarios, en 2007 recibió el Premio Stendhal por la traducción de Antología Fluvial, de Jacques Darras. 
Forma parte entre otras Antologías de la selección "25 poètes d'Espagne", que reunió a los poetas españoles más significativos de los últimos cincuenta años y se publicó en Francia en 2008 ("Inuits dans la jungle"). En 2022 recibe el Premio Machu Picchu por su libro Travesía de la melancolía, editado por editorial HUSO.
Trabaja y vive entre Sevilla y los acantilados gaditanos. Participa en la vida cultural andaluza cuando es requerido e imparte conferencias y recitales.

## Obra publicada

### Poesía
- Coplas del Vagabundo (Ed. de autor, Valencia, 1959)
- Antítesis Primaria (Adonais, Madrid, 1975).
- Aproximática (Endymion, Madrid, 1978).
- Adagio Desolato (Endymión, Madrid, 1985).
- Edipo en Chelsea (Ediciones Libertarias, Madrid, 1989).
- El Corazón del Glaciar (El Guadalhorce, Angel Caffarena, Málaga, 1990).
- Última Línea Rerum (Libertarias, Madrid,1993).
- Elogio del Incendiario (Libertarias, Madrid, 1993).
- Contraluz. Once poemas en memoria de Paul Celan (Cuadernos del Céfiro, Móstoles, 1996). Plaquette.
- Conocimiento de la Llama (Colección “Escritores Valencianos”, Valencia, 1996).
- Mysterium, La Puerta Mágica y El Cielo Vacío, trilogía bajo el nombre de La Voz de los Poetas (Calima, Palma de Mallorca, 2002).
- El Cielo vacío (Institució Alfons el Magnànim, Valencia, 2003) y sus traducciones respectivas al francés, italiano, catalán y portugués. En sus respectivas plaquettes.
- Babel bajo la luna, Trilogía de la Incertidumbre (Calima, Palma de Mallorca, 2005).
- Antología Desde la Sima (Poesía 1975-2005), recopilada y prologada por Françoise Morcillo (Alfóns el Magnànim, Valencia, 2004).
- Instrucciones para amanecer (Calima, Palma de Mallorca, 2007).
- Nueva edición corregida y aumentada de Elogio del Incendiario con el nuevo título de El Incendiario (La Lucerna, Palma de Mallorca, 2007)
- Razón del mirlo (Renacimiento, Sevilla, 2009)[7]
- Nueva edición corregida y aumentada de Conocimiento de la llama (La Lucerna, Palma de Mallorca, 2010)
- La Puerta Mágica, Antología 2001-2011. Selección e introducción de Ángel Luis Prieto de Paula (Libros del Aire, Madrid 2011)
- Poniente (Bartleby/Poesía, 2012)
- Pasaje de la Noche (Barataria Ediciones, 2014)[8]
- La Raggione del Merlo (Edición bilingüe hispano-italiana de "Razón del Mirlo" traducida por Marcela Filippi y publicada por Commisso Editore, Roma 2014)
- Cantos de Travesía (Antología personal 2007-2014) publicada en México por la Benemérita Universidad Autónoma de Puebla en la colección "La abeja de Perséfone" , 2014
- El Hacha de Plata (Ediciones de la Isla de Siltolá, Colección “Tierra”, n.º 75, Sevilla 2016)[9]
- Nueva edición revisada de Instrucciones para amanecer, publicada por Ediciones La Lucerna, Palma 2016
- Nueva edición revisada de La voz de los Poetas, publicada por la editorial Ars Poetica, Pola de Siero, Asturias, 2017[10]
- Nueva edición revisada de Babel bajo la luna, por la colección 'Aude sapere' de la editorial Ars Poetica, Asturias, 2018
- Diluvio (Ediciones de la Isla de Siltolá, colección "Tierra", n.º 116, Sevilla 2018
- Tu nombre es Eros (Ediciones Tigres de papel, colección  "Bengala", n.º 34, Madrid 2018)
- Huella al rojo, (Antología biográfica en Audio libro editado por La Fonoteca Española, thebooksmovie.com en 2019)[11]
- Miguel Veyrat, Passages de L'Aube, ensayo de Françoise Morcillo sobre su obra poética, en la "Collection Classiques pour demain" de la editorial francesa L'Harmattan, 2019[12]
- Furor&Fulgor , Ediciones de la Isla de Siltolá, Colección "Siltolá Poesía", n.º 89, Sevilla 2020[13]
- Nueva edición corregida y revisada de Razón del Mirlo, Colección Pippa Passes de "Buenos Aires Poetry", Buenos Aires, 2020.[14]
- Fuga Desnuda, colección 'Levante' de Ediciones de la Isla de Siltolá. Ensayo y poesía. Sevilla 2021 ISBN: 978-84-17352-88-2
- Travesía de la Melancolía, Colección Poesía de Huso Editorial. Madrid, 2022.[6]
- La lengua de mi madre, Ed. Lastura, Colección Alcalima, n.º 212, 2022.
- La ora azul, Ediciones de La Isla de Siltolá (2022).
- Vértigo, Bartleby editores, 2024

### Otros géneros
En 1970, publicó Hablando de España en Voz Alta (Ediciones de 'Nuevo Diario'), micro-historia en forma de entrevistas políticas que prefiguraba a personajes que más tarde habían de protagonizar o impulsar la Transición española en uno u otro estadio cultural o político; del mismo género, en 1972, Los famosos en voz baja (Gregorio del Toro Editor, 1972), la encuesta Falange hoy, entre los antiguos falangistas seguidores del líder Hedilla condenado a muerte por Franco, junto con el periodista J.L. Navas Migueloa perteneciente  a esa misma facción (Gregorio del Toro, 1973), ideada ante la inminencia de la muerte del dictador. También publicó en 1973, Carta abierta a un monárquico de siempre. (Ediciones 99 S. A.). 
En 1975, aparece la novela Salsa de Menta (Editora Nacional, libros de bolsillo) y en 1985 la novela Ojo de pez (Ediciones Libertarias, Nueva narrativa española). En 2004 se publicó la novela Paulino y la Joven Muerte (Ediciones Témpora), que traducida al francés por la profesora emérita Renée Fauveu de la Universidad de Amiens, ha sido publicada en París y Bruselas en 2009 con el sello de la editorial "Le Cri". En 2013 se volvió a publicar por Izana Editores dado el éxito de lectores obtenido por esta narración que constituye el primer tratamiento literario y no meramente documental realizado por un escritor español acerca de la existencia de las fosas comunes que han permanecido sin salir a la luz desde el final de la guerra civil, mereciendo asimismo una nueva edición mexicana en 2014 en Sediento Ediciones). En ese mismo año, el profesor de la Facultad de Filosofía y Letras de la Benemérita Universidad Autónoma de Puebla (México), Victor Toledo, incluyó un ensayo del libro Fronteras de lo real, escritos sobre poesía en un libro de texto titulado "¿Para qué poetas en tiempos de penuria?"
Su obra, en todos los géneros (En 2007 se publicó el libro de ensayos Fronteras de lo real, escritos sobre poesía  en  Calima Ediciones, colección Territorios) figura en distintas revistas especializadas y antologías colectivas.  

### Traducciones
Como traductor destacan los libros Los Pasos Perdidos de André Breton (Alianza Editorial, Madrid 1969, siete ediciones), Pensamientos bajo las nubes, de Philippe Jaccottet (Calima, Palma de Mallorca, 2002) o Churchill de François Bédarida (Historia. Fondo de Cultura Económica, México, 2001). En 2006 realizó la traducción de la Antología Fluvial (Calima, Palma de Mallorca) de Jacques Darras, lo que le valió ganar  la XIX edición del Premio Stendhal de la Fundación Consuelo Bergés. También en 2006 aparece su traducción del ensayo sobre pensamiento poético El amor al Nombre (Ensayo sobre el lirismo y la lírica amorosa) de Martine Broda (Editorial Losada, Madrid-Buenos Aires). En 2007 se publicaría la versión del libro de Jacques Darras Cinco cartas a Elena (Linteo Poesía). 
En 2009, editada también por Linteo aparece la obra poética publicada por Martine Broda, Èblouissements, (Flammarion, 2003) con el título de Deslumbramientos, que contiene un hondo estudio preliminar de Miguel Veyrat, su introductor en lengua española, ante su temprana y trágica muerte sucedida el 23 de abril de 2009. También en 2009, editado por La Lucerna, traduce el ensayo de la hispanista Françoise Morcillo La Poesía española contemporánea leída como un diálogo entre culturas. En octubre de 2011 aparece Arqueología del agua, edición significativa de un conjunto de poemas de Jacques Darras publicada por Libros del Aire en su colección Jardín Cerrado.